# Susanne Rubinstein
Susanne Rubinstein, född den 20 september 1847 i Czernowitz, död den 29 mars 1914 i Würzburg, var en österrikisk psykolog.
Susanne Rubinstein författade Die sensoriellen und sensitiven Sinne (1874), Psychologisch-ästhetische Essays (1878-84), Aus der Innenwelt (1888), Zur Natur der Bewegungen (1890), Aus dunklem Grunde (1892), Psychologisch-ästhetische Fragmente (1902) med flera arbeten.